# Tyrnau (Gemeinde Fladnitz an der Teichalm)

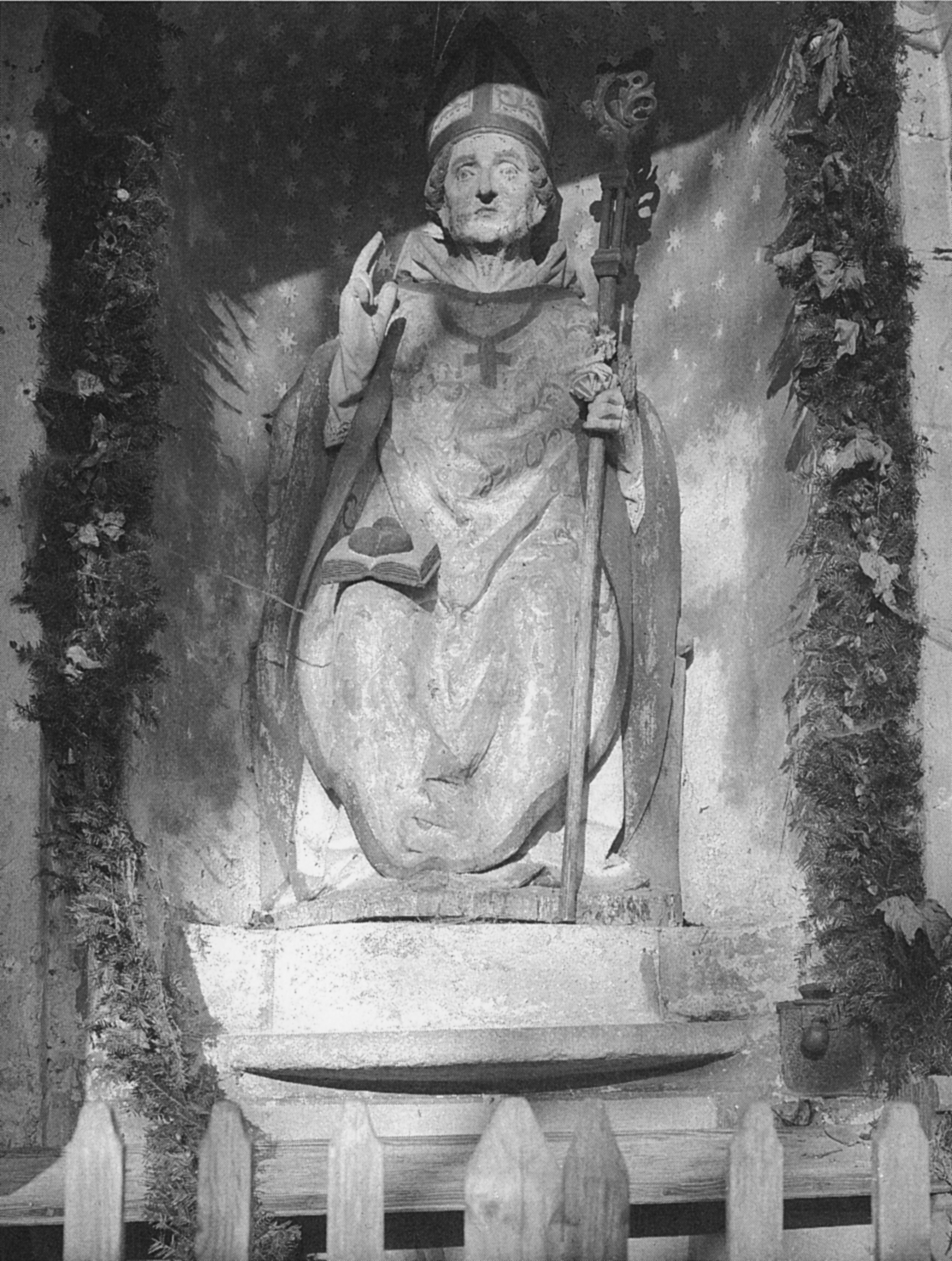
Nikolausstatue in der Kapelle beim Schiederwirt, 1912

Tyrnau ist eine ehemalige Gemeinde mit 154 Einwohnern (Stand 1. Jänner 2023) in der Steiermark und lag im Bezirk Graz-Umgebung.
Im Rahmen der Gemeindestrukturreform in der Steiermark ist sie seit 2015 mit den Gemeinden Tulwitz und Fladnitz an der Teichalm zusammengeschlossen,
die neue Gemeinde führt den Namen Fladnitz an der Teichalm weiter und gehört zum Bezirk Weiz. Grundlage dafür ist ein gemeinsamer Antrag dieser Gemeinden.
Die Grenzen der Bezirke Graz-Umgebung und Weiz wurden so geändert, dass die neue Gemeinde vollständig im Bezirk Weiz liegt.

## Geografie

### Geografische Lage
Tyrnau liegt im Grazer Bergland ca. 25 km nördlich der Landeshauptstadt Graz. Der Ort liegt im hinteren Geschwendt-Tal, einem Seitental des Mittleren Murtals, und ist von vielen Bergen über 1000 m umgeben (im Uhrzeigersinn beginnend im Westen): Rote Wand (1505 m), Schweinegg (1457 m), Gerlerkogel (1324 m), Wildkogel (1288 m), Gscheidberg (1240 m), Sulberg (1094 m) und Gschieskogel (1142 m).

### Gliederung
Das Gebiet umfasste die einzige Katastralgemeinde Türnau bzw. folgende zwei Ortschaften (in Klammern Einwohnerzahl Stand 1. Jänner 2024):
- Nechnitz (46)
- Tyrnau (110)

### Nachbargemeinden bis 2014
| Pernegg an der Mur      | Fladnitz an der Teichalm                    | Fladnitz an der Teichalm |
| Pernegg an der Mur      | Kompassrose, die auf Nachbargemeinden zeigt | Fladnitz an der Teichalm |
| Schrems bei Frohnleiten | Tulwitz                                     | Fladnitz an der Teichalm |

## Geschichte
Die Ortsgemeinde als autonome Körperschaft bestand von 1850 bis 2014.

## Kultur und Sehenswürdigkeiten

### Sport
Tyrnau ist touristisch eng mit dem Nachbarort Fladnitz verbunden. Die Gemeinde bietet zahlreiche Spazier- und Wanderwege sowie die Möglichkeit für Radfahren, Nordic Walking und Klettern. Im Winter stehen Loipen und eine Rodelbahn im Ortsteil Nechnitz zur Verfügung.

## Wirtschaft und Infrastruktur
Tyrnau gehört zur Region Almenland.

### Verkehr
Tyrnau liegt abseits der Hauptverkehrsstraßen. Die Gemeinde besitzt lediglich Straßenverbindungen nach Schrems bei Frohnleiten, Fladnitz an der Teichalm und nach Tulwitz. Die Rechberg Straße B 64 ist circa sechs Kilometer entfernt, die Brucker Schnellstraße S 35 etwa neun Kilometer.
In Tyrnau befindet sich kein Bahnhof. Der nächstgelegene Bahnhof Frohnleiten liegt etwa neun Kilometer entfernt und bietet Zugang zur Südbahn mit stündlichen Regionalzug-Verbindungen nach Graz und Bruck an der Mur.
Der Flughafen Graz ist ca. 50 km entfernt.

## Politik
Bürgermeister war bis Ende 2014 Robert van Asten (ÖVP). Der Gemeinderat setzte sich nach den Wahlen von 2010 wie folgt zusammen: 6 ÖVP, 3 SPÖ.

### Wappen
Die Verleihung des Gemeindewappens erfolgte mit Wirkung vom 1. Februar 1985.

Wappenbeschreibung: „In grün bordiertem silbernen Schild ein schwarzer Steinbock, der Bord mit silbernen Tannenreisern belegt.“

## Persönlichkeiten
- Nikolaus Schmidhofer alias Holzknechtseppl (* 6. Dezember 1794 in der Vorder Tyrnau Nr. 55; † 20. November 1828 hingerichtet in Pinkafeld), berühmt berüchtigter Anführer der Räuberbande Stradafüßler[6][7]
- Isaak Tyrnau (gestorben vor 1421)

### Ehrenbürger
- 1985 Josef Krainer (1930–2016), Landeshauptmann
- 2004 Norbert Christandl, Altbürgermeister von Tyrnau